# Helge Wahlgren
Helge Richard Wahlgren, född 17 mars 1883 i Kalmar, död 22 november 1958 i Göteborgs Vasa församling, var en svensk skådespelare och regissör.

## Biografi
Helge Wahlgren var bror till Einar och Agne Wahlgren. Efter mogenhetsexamen 1901 debuterade han på Malmö stadsteater hos August Falck 1907, och var därefter fram till 1910 anställd vid Intima teatern. 1910 kom han till Svenska teatern, där han stannade ett år. Han ägnade sig därefter åt författarverksamhet till 1916, då han anställdes vid Lorensbergsteatern i Göteborg. 1919–1925 var han anställd vid Svenska Teatern i Helsingfors och 1925–1926 vid Helsingborgs stadsteater. Därefter var han föreståndare för Dramatiska teaterns elevskola 1926–1936 innan han anställdes vid Göteborgs Stadsteater som regissör.
Han var från 1918 till sin död gift med skådespelaren Maria Schildknecht. Makarna är begravda på Södra kyrkogården i Kalmar.

## Teater

### Regi (ej komplett)
| År   | Produktion                                | Upphovsman                                         | Teater                                   |
| ---- | ----------------------------------------- | -------------------------------------------------- | ---------------------------------------- |
| 1920 | Milstolpar Milestones                     | Arnold Bennett                                     | Svenska Teatern, Helsingfors             |
| 1923 | Ljungby horn Et folkesagn                 | Edgar Collin, Vilhelm Østergaard, och Alfred Ipsen | Helsingborgs stadsteater                 |
| 1923 | Nationalmonumentet                        | Tor Hedberg                                        | Helsingborgs stadsteater                 |
| 1925 | Lite ljuga...                             | Sven Åkerberg                                      | Helsingborgs stadsteater                 |
| 1925 | Kameliadamen La Dame aux camélias         | Alexandre Dumas den yngre                          | Helsingborgs stadsteater                 |
| 1925 | Geografi och kärlek Geografi og Kærlighed | Bjørnstjerne Bjørnson                              | Helsingborgs stadsteater                 |
| 1926 | Stora barndopet Den store barnedåpen      | Oskar Braaten Översättning Einar Fröberg           | Helsingborgs stadsteater                 |
| 1931 | Den nye inspektorn                        | Hjalmar Procopé                                    | Vanadislundens friluftsteater            |
| 1933 | Den store hädangångne                     | René Fauchois                                      | Skådebanan                               |
| 1937 | Också en dag Call it a Day                | Dodie Smith                                        | Göteborgs stadsteater                    |
| 1939 | Tiden och vi Time and the Conways         | J.B. Priestley                                     | Dramaten                                 |
| 1940 | Duo                                       | Paul Géraldy                                       | Göteborgs stadsteater                    |
| 1940 | Diana går på jakt                         | Terrence Rattigan                                  | Göteborgs stadsteater                    |
| 1945 | Ond kärlek                                | François Mauriac                                   | Göteborgs stadsteater                    |
| 1947 | Dubbelörnen                               | Jean Cocteau                                       | Göteborgs stadsteater                    |
| 1948 | Arvtagerskan                              | Henry James                                        | Göteborgs stadsteater                    |
| 1949 | Fordringsägare                            | August Strindberg                                  | Göteborgs stadsteater                    |
| 1949 | Låt människan leva                        | Pär Lagerkvist                                     | Göteborgs stadsteater                    |
| 1949 | En dörr skall vara öppen eller stängd     | Alfred de Musset                                   | Göteborgs stadsteater                    |
| 1951 | Det kommer ett skepp                      | Samson Raphaelson                                  | Göteborgs stadsteater                    |
| 1952 | Dans under stjärnorna                     | Jean Anouilh                                       | Göteborgs stadsteater                    |
| 1953 | Änglavakt                                 | Albert Husson                                      | Göteborgs stadsteater                    |
| 1953 | I sista minuten                           | Aldo de Benedetti                                  | Göteborgs stadsteater                    |
| 1957 | Potatan                                   | Marcel Achard                                      | Göteborgs stadsteater, 28 september 1957 |
| 1958 | Gertrud                                   | Hjalmar Söderberg                                  | Göteborgs stadsteater, 18 januari 1958   |
| 1958 | Henrik IV                                 | Luigi Pirandello                                   | Göteborgs stadsteater, 29 mars 1958      |

### Roller (ej komplett)
| År   | Roll    | Produktion           | Regi             | Teater                   |
| ---- | ------- | -------------------- | ---------------- | ------------------------ |
| 1926 | Läkaren | Liliom Ferenc Molnár | Torsten Hammarén | Helsingborgs stadsteater |

## Radioteater

### Regi
| År   | Produktion                                 | Upphovsmän                                                |
| ---- | ------------------------------------------ | --------------------------------------------------------- |
| 1955 | Samhällets stöttepelare Samfundets støtter | Henrik Ibsen Översättning och radiobearbetning Nils Beyer |